# Bucculatrix hypsiphila
Bucculatrix hypsiphila är en fjärilsart som beskrevs av Edward Meyrick 1915. Bucculatrix hypsiphila ingår i släktet Bucculatrix och familjen kronmalar. Inga underarter finns listade i Catalogue of Life.